# Damayanti

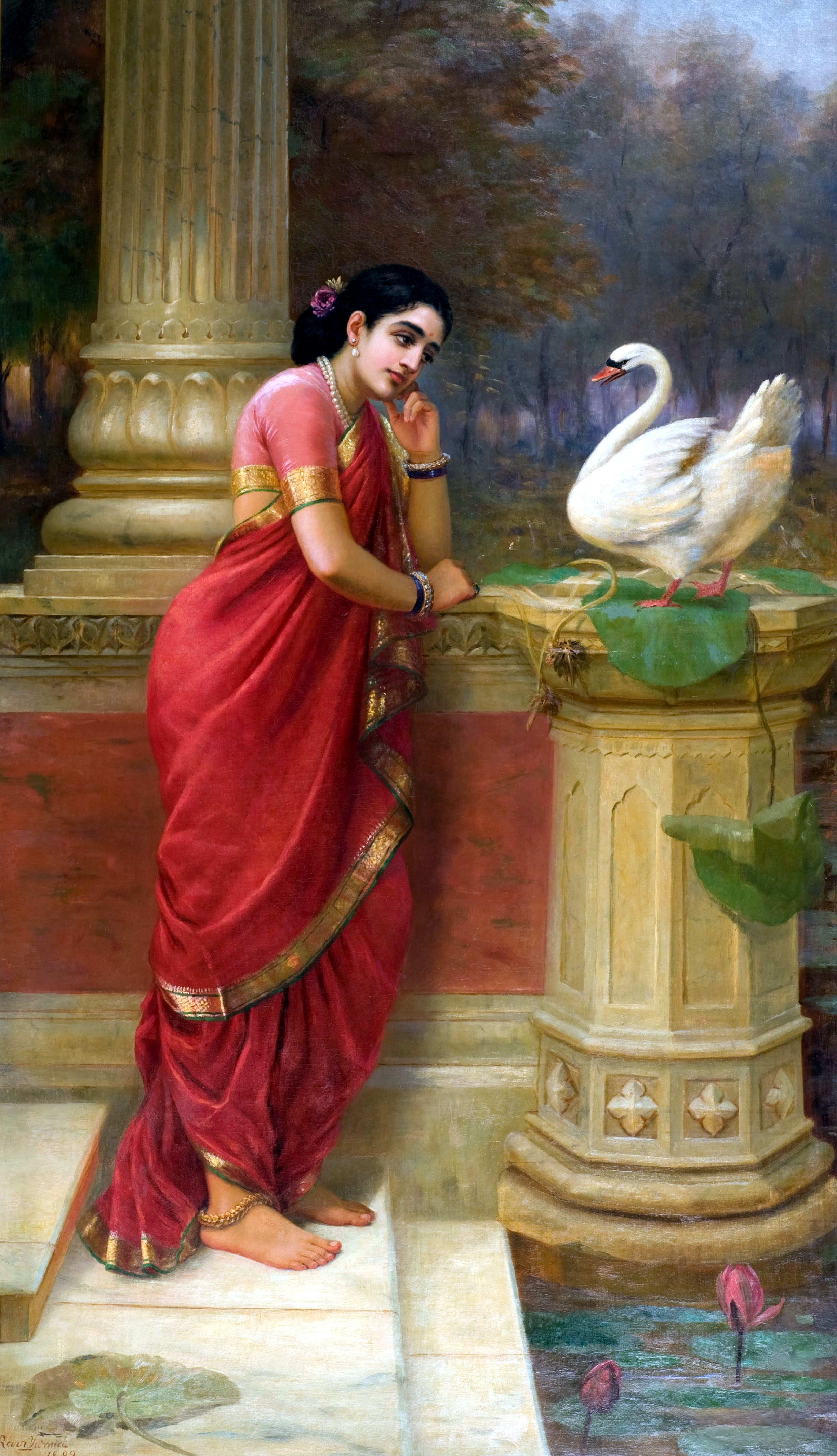
Damayanti and the messager-cygne
Peinture de Raja Ravi Varma.

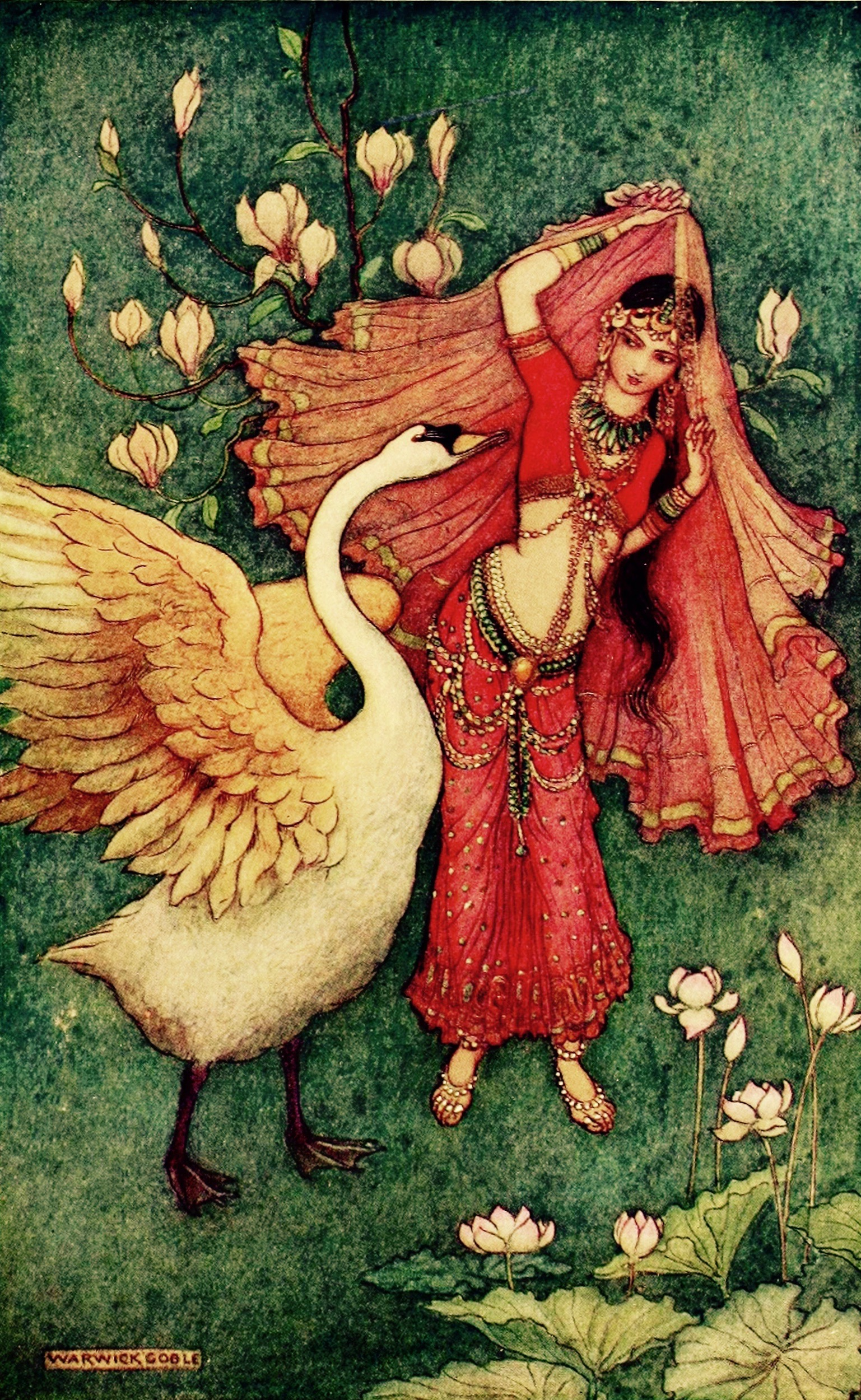
Damayanti et le cygne.

Dayamanti (दमयंती) est un personnage de la mythologie hindoue dont l'histoire est contée dans le Mahabharata.
Damayanti est la Princesse du Royaume de Vidarbha.
Nala est le fils du roi de Nishadha et le plus beau de tous les hommes, le plus habiles des écuyers, soumis aux dieux et brave à la guerre.
Damayanti tombe amoureuse de Nala sans le connaître et sombre dans la mélancolie. Son père décide alors de convoquer tous les souverains du pays à une fête du svayamvara (स्वयं‍वर, « choix personnel », la fête des fiançailles au cours de laquelle elle devra choisir son époux).
Sur la route pour se rendre à l'événement, Nala croise quatre dieux, Indra, Agni, Varuna et Yama, qui prétendent être également amoureux de Damayanti et qui lui demandent de lui transmettre leurs vœux.
Elle choisit néanmoins Nala.
Plus tard, alors qu'il est en forêt, Nala tombe dans un piège que lui tend Karkotaka. Transformé en homme hideux, Nala se réfugie à la cour du roi Rituparna d'Ayodhya, où il est employé comme conducteur de char du roi, sous le pseudonyme de Bahuka.
Damayanti soupçonnant que son mari vivait désormais à la cour d'Ayodhya,  elle envoie un Brahmana nommé Sudeva pour lui servir de messager auprès de Rituparna, l'invitant à son deuxième svayamvara, qui devait avoir lieu le lever du soleil suivant. Rituparna se précipite alors vers le royaume de Vidarbha, avec Nala comme conducteur de char. Après plusieurs péripéties, Rituparna et Nala atteignent enfin Vidarbha. À leur arrivée, Rituparna comprend que l'invitation était un plan de Damayanti, visant à retrouver son mari. Heureux des retrouvailles du couple, Rituparna retourna dans son royaume.